# نور شيبة
نور شيبة (26 يوليو 1980 -)هو مغني شعبي وممثل تونسي ومؤلف الأغاني شعبية بالأساس. برز داخل تونس بعد إصداره أغنية يا عم علي والحب صعيبة سنة 2007.

## أعماله

### كتب
- الحي يروح، 2024

### أغاني
- يا عم علي
- الحب صعيبة
- مرض الهوى
- يا حب آش بيك؟
- حريم السلطان
- يا بنية
- زارتنا البركة
- ريت النجمة
- برا برا من حياتي
- تونس يا تونس
- شقف الدنيا
- مولى العكاز
- إتعدى
- البوسة خالة
- حمة
- علي جابني
- عند أبي منصور
- ملا ليلة
- ناديتك
- نرجعلك
- يا حب
- يا ليلة

### مسلسلات
- إخوة وزمان لحمادي عرافة ووجيهة الجندوبي، 2003.
- جاري يا حمودة لعبد الجبار البحوري وعفيف اللقاني ولطفي بندقة، (دور: عماد)، 2004.
- لوتيل لصلاح الدين الصيد وحاتم بلحاج،(ضيف شرف الحلقة 11) (دور: مشجع كروي متعصب)، 2004.
- مال وآمال لعبد القادر الجربي، 2005.
- حياة وأماني لمحمد الغضبان وجمال الدين خليف، (دور: قيس)، 2006.
- شوفلي حل لصلاح الدين الصيد (ضيف شرف الحلقة 10 من الموسم 3) (دور هيكل)، 2007.
- نسيبتي العزيزة (الموسم 7) لصلاح الدين الصيد، قناة نسمة (ضيف شرف الحلقة 7 و 8) (دور: الشيخ الفركسي)، 2017.

### أفلام
- باب العرش لمختار العجيمي، 2004.
- [بابا عزيز لالناصر خمير، 2005.

### الظهور التلفزيوني
- شوفلي حل .. في راس العام، (سهرة تلفزيونية)، 2008 (دور: أحد الفنانين الذين غنوا في سهرة رأس السنة)
- حكايات عبد العزيز العروي (حلقة إلي تزرع تحصد) (دور: صالح)، على الوطنية 1، 2008.
- لاباس، على التونسية مع نوفل الورتاني، 2011 (ضيف)
- كلام الناس، على قناة التونسية مع حاتم بن عمارة، 2012 (ضيف)
- الزلزال، على الحوار التونسي مع الهادي زعيم، 2013، (ضيف)
- الطيارة، على التاسعة مع وسيم الحريصي، 2015 (ضيف)
- نهار الأحد ما يهمك في حد، على الحوار التونسي مع نضال السعدي، 2017 (ضيف)
- مهما صار، الوطنية 1، 2017 (ضيف)
- ديما لاباس، على التاسعة مع نوفل الورتاني، 2018 (ضيف)
- فكرة سامي الفهري، على قناة الحوار التونسي مع الهادي زعيم، 2021 (ضيف)
- فكرة سامي الفهري، على قناة الحوار التونسي مع الهادي زعيم، 2023 (ضيف)